# Ketapang (Cipondoh)
Ketapang is een bestuurslaag in het regentschap Tangerang van de provincie Banten, Indonesië. Ketapang telt 17.356 inwoners (volkstelling 2010).